# Pingo (brasilianische Automarke)
Pingo war eine brasilianische Automarke.

## Markengeschichte
Ein Unternehmen aus Rio de Janeiro stellte zu Beginn der 1980er Jahre Automobile her. Der Markenname lautete Pingo.

## Fahrzeuge
Das einzige Modell war ein VW-Buggy. Die Basis bildete ein Fahrgestell von Volkswagen do Brasil. Darauf wurde eine offene türlose Karosserie aus Fiberglas montiert. Ein luftgekühlter Vierzylinder-Boxermotor im Heck trieb die Hinterräder an. Hinter den vorderen Sitzen war eine Überrollvorrichtung. Das Design der Fahrzeugfront mit zwei eckigen Scheinwerfern wird als ungewöhnlich bezeichnet.
Ein Fahrzeug von 1983 wurde im September 2016 im Internet angeboten.